# Artemis (Schiff, 1926)
Die Artemis, ex Pol II, ist ein Großsegler. Sie verfügt über drei Masten und ist als Bark getakelt.

## Geschichte
Die Artemis wurde 1926 als Walfänger in Norwegen gebaut. Sie verfügt über einen Stahlrumpf. Das Schiff wurde bis Ende der 1940er Jahre in der Arktis und Antarktis zum Walfang eingesetzt.
In den 1950er Jahren wurde das Schiff zu einem Frachtschiff umgebaut und bis in die 1990er Jahre genutzt.
2001 kaufte eine niederländische Investorengruppe das Schiff. Die neuen Eigentümer brachten den Traditionssegler unter die niederländische Flagge und begannen eine aufwendige Restaurierung. Das komplette Innenleben, alle technischen Systeme sowie der Antrieb wurden erneuert. Für Passagiere wurden 16 Kabinen eingebaut, davon sieben Kabinen für drei Personen und neun Kabinen für zwei Personen.

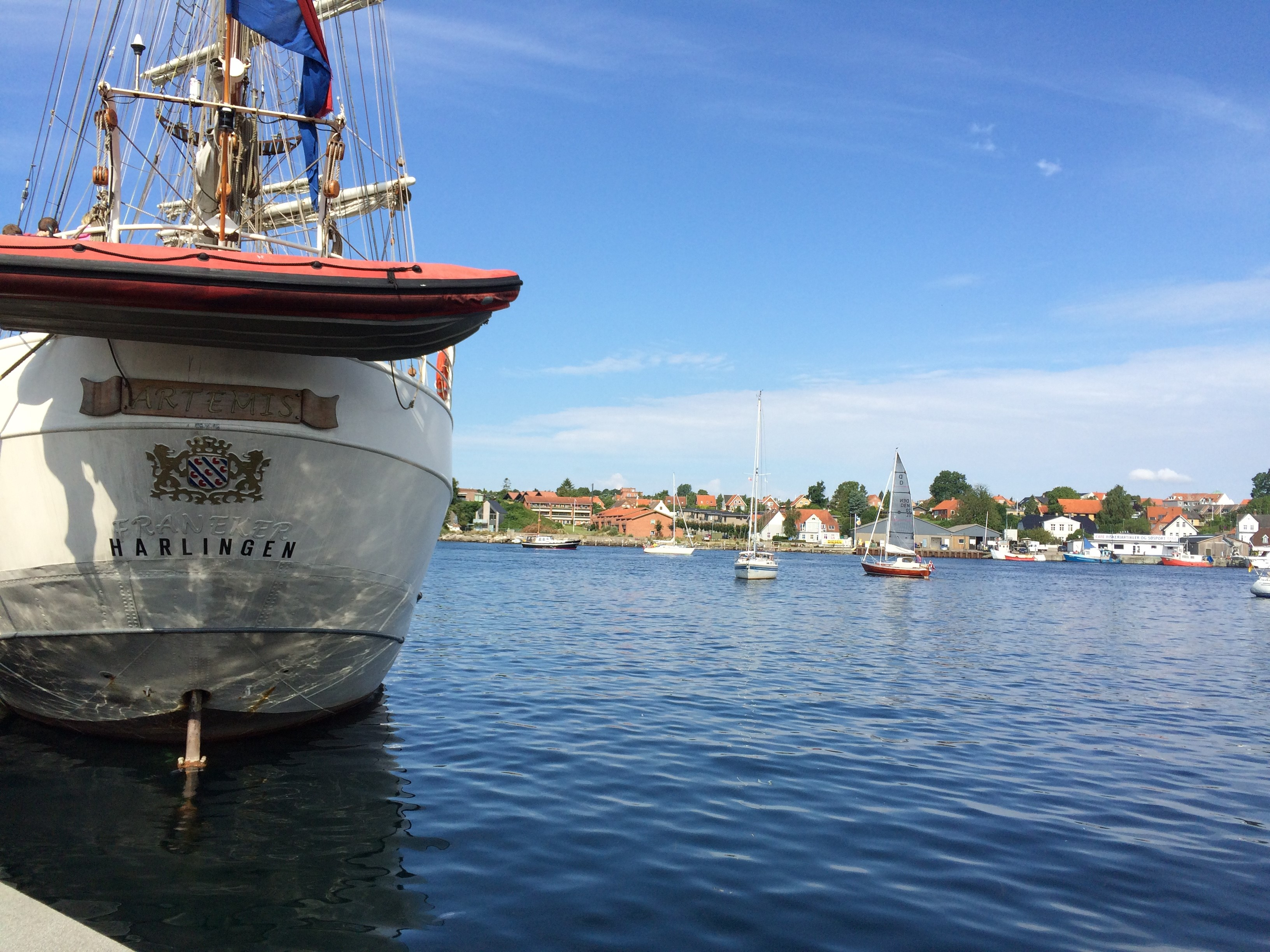
Artemis in Sønderborg Havn

Im Juli 2017 charterte die Nordkirche für einen Monat die Dreimastbark, um aus Anlass des Reformationsjubiläums 2017 alle 13 Kirchenkreise der Evangelisch-Lutherischen Kirche in Norddeutschland besuchen zu können, „dazu die Nordschleswigsche Gemeinde der deutschen Minderheit im südlichen Dänemark.“ In der Zeit segeln bis zu 1500 Mitglieder der Landeskirche auf dem „Nordkirchenschiff“ mit, um sämtliche Kirchenkreise über den Meeresweg zu erreichen.
Im Juni 2019 kam die Artemis beim Tag der Niedersachsen in Wilhelmshaven zum Einsatz.

## Weblinks

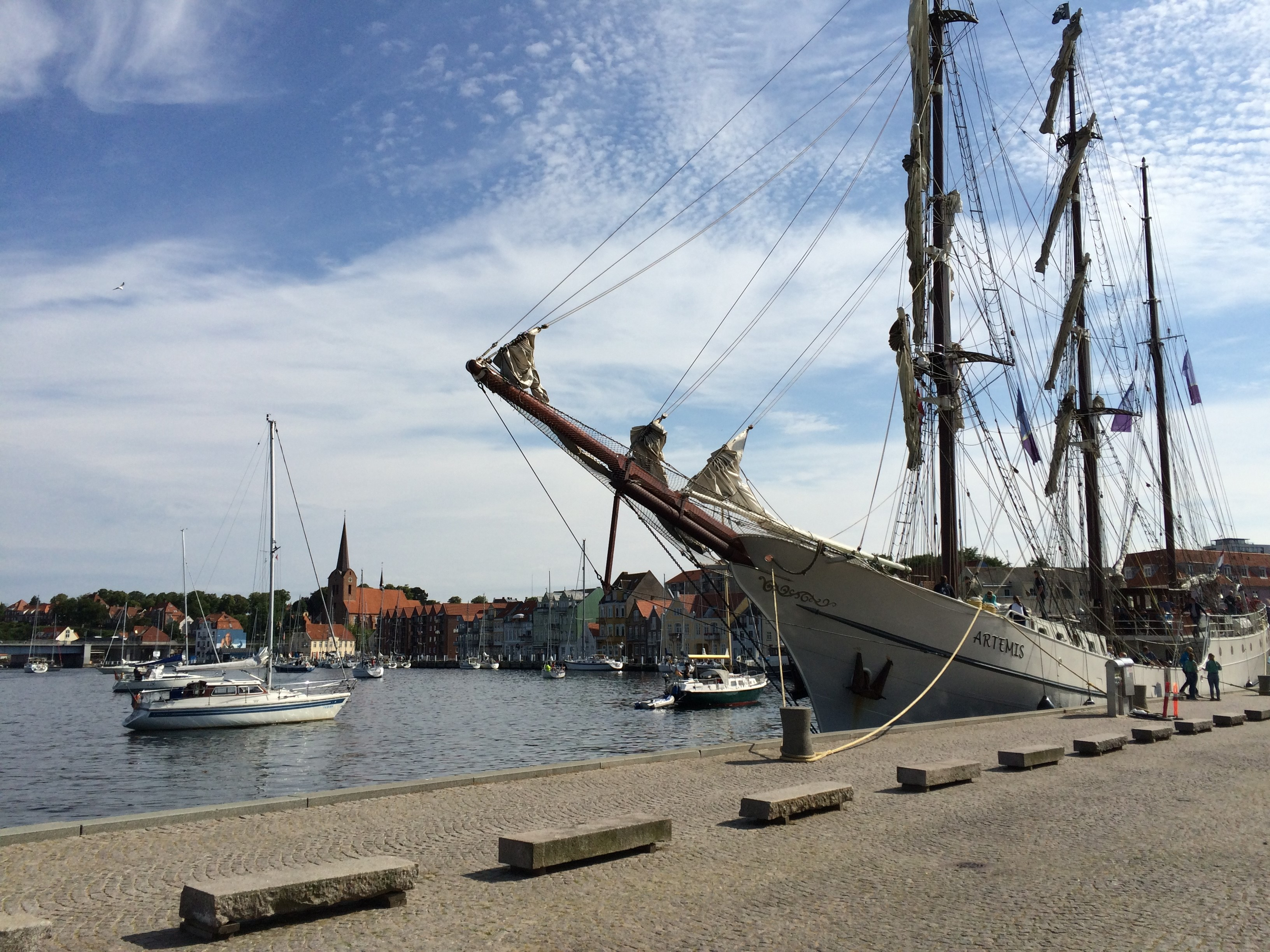